# Білка (Львівський район)
Бі́лка — село в Україні, у Перемишлянській міській об'єднаній територіальній громаді Львівському районі Львівської області. Населення становить 386 осіб. 
Мальовниче село, розташоване на окраїні Перемишлянського району, розкинулося між двома потічками має багату історію.

## Географія
Через село тече річка Домброва, ліва притока Гнилої Липи.

## Історія
На цьому місці було розташоване поселення римського періоду (черняхівська культура) 3-5 ст. 
Село згадується у літописах галицько-волинського часу під назвою Добрутрич, а власником тоді був Іван Зубич. Тогочасне село було розміщене за 2 км від сучасного місця розташування
Це дає підставу вважати, що життя на цій території з'явилося набагато давніше, ніж говорять офіційні джерела.
Згадується  12 березня  1470 року в книгах галицького суду .
Є згадка, що у квітні 1512 в околицях села польське військо розбило один із татарських загонів. Це одна зі складових частин битви під Лопушним (Тернопільська область). Тоді було вбито 700 татар:
"..Аж під Білки вже було підійшли загони,
Коли гетьман польний там став на оборону.
Він сім сотень до ноги вибив бусурманів,
Нашим мужності додав, настрахав поганих;
Ані жодного живим звідти не пустили,
Бідних бранців, весь полон в цілості відбили.
Гетьман польний Станіслав, рицар славний, мужній,
Що під Білками татар знищив осоружних,
По звитяжстві осмілів і з полком хоробрим
За ордою назирав, допікав їй добре."
В 1661 році селом володіли М.Бжоздовський та Пеняжек 
У 17 ст село неодноразово піддавалося нападам татар, через що не могло багато років сплатити жодного податку, а повинно було 13 золотих в рік.
У 1855 р село перебувало у власності пана Волдимира Вашкевича.
У 1927 р в селі проживало 647 осіб. Власником земель було товариство "Народний дім", яке володіло 647 га. В селі діяло кооперативне товариство "Надія". В селі працював млин, власником якого був М. Рапп. Столяром в селі був М. Сікорський. 

## Відомі люди
- отець Гнат (Ігнатій) Телішевський — парох села, батько українського правника, громадського діяча Телішевського Костянтина.[6][7]
- Парасюк Остап Степанович — фізик-теоретик, дійсний член АН УРСР, академік АН УРСР, фахівець у галузі квантової теорії поля і математичної фізики.